# Risan
Risan (v srbské cyrilici Рисан, italsky Risano) je město u zálivu Boka Kotorska, u tzv. Risanského zálivu. Administrativně spadá pod opštinu Kotor. V roce 2011 zde žilo 2048 obyvatel[zdroj?]. Známý je jako nejdeštivější místo v Evropě[zdroj?].
Město vzniklo na místě antické osady Rhizon, která byla poprvé připomínána ve 4. století před naším letopočtem. Osada byla součástí řeckého osídlení Středozemního moře. Během existence Římské říše bylo známé jako Romanorum, která během 1. a 2. století značně bohatla díky obchodu po moři. Počet obyvatel se přiblížil k deseti tisícům a stály zde vily bohatých obchodníků. Z této doby se dochovala řada římských mozaik. Na počátku 6. století zde bylo ustanoveno sídlo diecéze. Úpadek města nastal po nájezdech Avarů a Slovanů. V roce 1482 obsadili po Benátčanech Turci spolu s Herceg Novim. Následně odsud pořádali pirátské výpravy po jaderském pobřeží. V roce 1688 získali Risan zpět Benátčané. Tehdy měl okolo 800 obyvatel, z nichž většina byla muslimského vyznání. Během Hercegovského povstání se zde skrývali povstalci proti Turkům. Poté byl součástí (od roku 1797) Rakousko-Uherska a od roku 1918 Království SHS a poté Jugoslávie. V roce 1900 měl Risan 5441 obyvatel. Během druhé světové války město okupovala fašistická Itálie. Od roku 2006 je součástí nezávislé Černé Hory.